# الدسی کلارک-لوئیس
الدسی کلارک-لوئیس (انگلیسی: Eldece Clarke-Lewis؛ زادهٔ ۱۳ ژانویهٔ ۱۹۶۵) دونده اهل باهاما است. از افتخارات وی می‌توان به کسب مدال طلا دو ۴×۱۰۰ متر امدادی در بازی‌های المپیک تابستانی ۲۰۰۰ اشاره کرد.